# Pterodoras
Pterodoras — рід прісноводних риб з родини Бронякові ряду сомоподібних. Має 2 види.

## Опис
Загальна довжина представників цього роду коливається від 55 до 70 см, при максимальній вазі у 6,5 кг. Голова широка, дещо сплощена зверху. Біля морди є 3 пари вусиків. Очі невеликі. Тулуб широкий, кремезний. Між собою види цього роду відрізняться кістковими щитками уздовж бічної лінії. Спинний плавець високий, з короткою основою, перший промінь являє жорсткий шип. Жировий плавець маленький. Грудні плавці широкі, з гострими шипами. Черевні плавці маленькі. Анальний плавець помірної довжини. Хвостовий плавець доволі широкий, дещо вирізаний.
Забарвлення темних кольорів з контрастними цятками або плямочками.

## Спосіб життя
Воліють до повільних річок. Активні вночі. Вдень тримаються біля корчів та рослин. Ведуть хижацький спосіб життя. Живляться рибами (часто нападають на сплячих риб), водних безхребетних.

## Розповсюдження
Поширені у басейні річок Амазонка, Оріноко, Уругвай, Парагвай і Парана (від Колумбії до Аргентини). Також зустрічаються у річках Суринаму, Гаяни, Французької Гвіани.

## Види
- Pterodoras granulosus
- Pterodoras rivasi

## Тримання в акваріумі
Для сомів цього роду знадобиться ємність від 500 літрів. На дно насипають суміш дрібного, середнього і великого піску шаром від 5 см. Біотоп для сомів даного роду — це суцільний завал з корчів. Тому основним елементом декорацій будуть гіллясті корчі. Рослини не потрібні. Оскільки це нічні риби, акваріуміст рідко бачить своїх вихованців.
Селити можна групою від 2-3 штук або поодинці. Уживаються з великими сомами інших родів — орінокодорасами, мегалодорасами, франціскодоросами, оксідоросами. З інших риб сусідами можуть стати великі лорікарієві — птерігопліхт і плекостомус, харацинові — брікони, хопліаси. Їдять будь корми для акваріумних риб. Як додаткову харчову добавку їсть фрукти. Годують сомів на ніч, перед вимиканням світла. З технічних засобів знадобиться внутрішній фільтр середньої потужності для створення помірної течії, компресор. Температура тримання повинна становити 22-25 °C.